# Гонсалес Орельяна, Даниэль
Даниэль Энрике Гонсалес Орельяна (исп. Daniel Enrique González Orellana; 20 февраля 2002, Арика, Чили) — чилийский футболист, центральный защитник клуба «Сантьяго Уондерерс» и сборной Чили.

## Карьера
Даниэль родился в городе Арика, расположенном в провинции Арика и области Арика-и-Паринакота. Воспитанник клуба «Сантьяго Уондерерс». Дебютировал за основную команду 4 мая 2019 года в поединке против «Депортес Мелипилья». Всего в дебютном сезоне провёл 6 матчей и помог своему клубу выиграть чилийскую Примеру B, что позволило команде выйти на следующий сезон в главный дивизион.
21 октября 2020 года Даниэль дебютировал в Примере А, выйдя на 60-й минуте на замену в поединке против «Депортес Антофагаста». Всего за сезон провёл 19 встреч, 18 раз появляясь на поле в стартовом составе. 25 ноября 2020 года забил свой дебютный гол в профессиональном футболе, поразив ворота «Аудакс Итальяно».
Даниэль выступал за юношеские сборные Чили до 15 и до 17 лет. Вместе со второй занял второе место на Чемпионате Южной Америки 2019 года среди юношей до 17 лет. На турнире провёл все девять встреч, отметился забитым голом в ворота сверстников из Боливии. Также Даниэль принимал участие в чемпионате мира 2019 года среди юношеских команд. На турнире защитник провёл 4 встречи, вместе с командой дойдя до 1/8 финала.
В марте 2021 года впервые был вызван в тренировочной лагерь основной сборной. 27 марта Даниэль дебютировал в сборной в товарищеском поединке против команды Боливии, появившись в стартовом составе и проведя на поле 88 минут.
10 июня Даниэль был включен в окончательный состав сборной Чили на Кубок Америки 2021 года.